# Svartasjön (Håcksviks socken, Västergötland, 635404-134226)
Svartasjön är en sjö i Svenljunga kommun i Västergötland och ingår i Ätrans huvudavrinningsområde.